# Laytown-Bettystown-Mornington
Laytown-Bettystown-Mornington je město ve východním Irsku, v hrabství Meath. Bylo vytvořeno pro účely cenzu spojením tří samostatných obcí: Bettystown, Laytown a Mornington. V roce 2002 zde žilo celkem 5 597 obyvatel.
Nachází se v nejvýchodnější části hrabství a zabírá 11 km dlouhý pás pobřeží mezi ústími řek Delvin na jihu a Boyne na severu, je vzdálené od 4 km (Mornington) po 11 km (Laytown) na východ až jihovýchod od Droghedy. Přes Laytown protéká další řeka – Nanny. Obcemi prochází regionální silnice R150, na kterou se v Morningtone a Bettystowne napojuje silnice R151. Železniční spojení na trati Dublin–Belfast zajišťuje železniční stanice v obci Laytown.